# Episodi di Lamù e i casinisti planetari - Urusei yatsura
Questa è la lista degli episodi di Lamù e i casinisti planetari - Urusei yatsura (うる星やつら?, Urusei yatsura), serie televisiva anime tratta dal manga Lamù di Rumiko Takahashi, prodotta da David Production e trasmessa in Giappone nel contenitore noitaminA di Fuji TV dal 14 ottobre 2022.
In Italia i diritti della serie sono stati acquistati da Yamato Video, che ha pubblicato gli episodi in versione sottotitolata sul canale Anime Generation di Prime Video dal 4 novembre 2022. I primi 23 episodi del l'anime doppiati in italiano sono stati pubblicati su Prime Video dal 3 marzo al 1 giugno 2023. Dal 26 novembre 2024 al 29 aprile 2025, Yamato Video ha pubblicato su Anime Generation il doppiaggio italiano degli episodi della seconda stagione.

## Episodi
Questa lista è suscettibile di variazioni e potrebbe essere incompleta o non aggiornata.

### Prima stagione
| Nº | Titolo italiano Giapponese 「Kanji」 - Rōmaji | In onda          | In onda        |
| Nº | Titolo italiano Giapponese 「Kanji」 - Rōmaji | Giapponese       | Italiano       |
| 1  | Corri, giovanotto 「かけめぐる青春」 - Kakemeguru seishunUna situazione disperata 「絶体絶命」 - Zettai zetsumei | 14 ottobre 2022  | 3 marzo 2023   |
| 1  | Sulla Terra arrivano degli alieni dall'aspetto di oni intenti a conquistarla, ma pongono una condizione: se un umano, sorteggiato dal computer, riuscirà entrò dieci giorni ad afferrare le corna di Lamù, la figlia del loro leader, rinunceranno all'invasione. Ad essere scelto è Ataru Moroboshi, uno studente di diciassette anni perseguitato dalla sfortuna. Ataru riuscirà a vincere, ma a causa di un malinteso sarà costretto a sposare Lamù. La ragazza si dimostra però molto gelosa al punto da colpire Ataru con delle scosse elettriche ogni volta che cerca di tradirla. Lui però ha intenzione di stare con Shinobu e cerca disperatamente di parlarle a telefono. Lamù però intercetta le loro telefonate dal suo UFO causando fraintendimenti tra i due e fenomeni paranormali nel quartiere. |                  |                |
| 2  | Un dono tutto per te 「あなたにあげる」 - Anata ni ageruIl nastro giallo della felicità 「幸せの黄色いリボン」 - Shiawase no kiiroi ribon | 21 ottobre 2022  | 3 marzo 2023   |
| 2  | Ataru, stanco della sua vita, scappa di casa e incontra Sakura, una miko specializzata negli esorcismi. La sacerdotessa prova a scacciare gli spiriti del ragazzo, esorcizzando però se stessa. Successivamente, Ataru inizia a stancarsi dei poteri di Lamù e chiede a Sakuranbo un modo per bloccarli. Il monaco errante gli dà due fiocchi magici che riescono a bloccare i poteri degli oni, tra cui il volo e le scariche elettriche. Ataru è inizialmente soddisfatto ma si pente della sua scelta una volta capito che Lamù non se ne andrà più via dato che non può volare e decide di toglierli. La ragazza, una volta scoperto il brutto scherzo tirato da Ataru, decide di punirlo come suo solito. |                  |                |
| 3  | I guai piovuti dal cielo! 「トラブルは舞い降りた」 - Toraburu wa maioritaAggrovigliati nel labirinto 「迷路でメロメロ」 - Meiro de meromero | 28 ottobre 2022  | 3 marzo 2023   |
| 3  | Nella classe di Ataru si unisce Shutaro Mendo, un affascinante e ricco ragazzo discendente di una famiglia miliardaria. Shinobu, come tutte le altre compagna di classe, si innamora subito di Shutaro, che però a sua volta è attratto da Lamù. Ataru e Mendo si sfidano per essere eletti capoclasse supportati rispettivamente dai maschi e dalle femmine. La votazione finisce in parità e l'esito sarà deciso da un duello che, grazie all'intervento di Lamù, tutti penseranno venga vinto da Ataru. Durante una gita scolastica, Ataru, Shinobu, Shutaro e Lamù si avventurano in una grotta con l'intento di sfruttare il buio per restare da soli col proprio amato o amata. Dopo un paio di tentativi fallimentari, Ataru scopre che Mendo soffre sia di claustrofobia che di nictofobia ma che non si manifesta se viene visto da delle ragazze. Dopo essersi persi, i quattro trovano una sorta di navicella spaziale che parte per lo spazio distruggendo la grotta e liberando il gruppetto. |                  |                |
| 4  | Un bacio per suggellare il patto! 「口づけと共に契らん」 - Kuchizuke totomoni chigiran!! | 4 novembre 2022  | 3 marzo 2023   |
| 5  | I guantoni dell'amore e della lotta 「愛と闘魂のグローブ」 - Ai to tōkon no gurōbuQuanto a lungo ti ho atteso? 「君待てども…」 - Kimi mate domo… | 11 novembre 2022 | 3 marzo 2023   |
| 6  | Un bel giorno per partire 「いい日旅立ち」 - Ii hi tabi tachiOyuki 「お雪」 - OyukiAtaru si ritira 「あたるの引退」 - Ataru no intai | 18 novembre 2022 | 3 marzo 2023   |
| 7  | Casa è dove si trova il cuore 「住めば都」 - Sumeba toRifiuto umido al mare 「生ゴミ、海へ」 - Nama gomi, umi e | 25 novembre 2022 | 3 marzo 2023   |
| 8  | Confronto serrato con la nuova studentessa... 「転入生、危機一髪...」 - Ten'nyūsei, kikiippatsu...Confronto serrato alla festa d'addio... 「お別れパーティ危機一髪...」 - O wakare pāti kikīppatsu... | 2 dicembre 2022  | 3 marzo 2023   |
| 9  | Uccidere per amore 「愛で殺したい」 - Ai de koroshitaiCaos durante l'ora di studio 「自習騒動」 - Jishū sōdō | 9 dicembre 2022  | 3 marzo 2023   |
| 10 | Gli spaventosi colloqui scolastici 「戦慄の参観日」 - Senritsu no sankanbiDopo che te ne sei andata 「君去りし後」 - Kimi sarishi nochi | 16 dicembre 2022 | 3 marzo 2023   |
| 11 | I fratelli Mendo! 「面堂兄妹!!」 - Mendō kyōdai!!Strana festa di capodanno nella fastidiosa villa dei Mendo 「面倒邸新年怪」 - Mendō-tei shin'nen kai | 23 dicembre 2022 | 3 marzo 2023   |
| 12 | È arrivato Ten 「テンちゃんがきた」 - Ten-chan ga kitaAppuntamento a due 「ふたりだけのデート」 - Futaridake no dēto | 5 gennaio 2023   | 3 marzo 2023   |
| 13 | La grande guerra del fast food 「買い食い大戦争」 - Kai kui dai sensōUn dono da Ten! 「テンからの贈り物!!」 - Ten kara no okurimono!! | 12 gennaio 2023  | 1º giugno 2023 |
| 14 | Il figlio della casata Mizunokoji 「水乃小路家の男」 - Mizunokouji-ka no otokoUna lettera pLOVEmatica 「トLOVEル・レター」 - To LOVE ru retā | 19 gennaio 2023  | 1º giugno 2023 |
| 15 | La tristezza dell'anko, il sapore dell'amore?! 「あんこ悲しや、恋の味!?」 - Anko kanashi ya, koi no aji!?Confronto serrato tra i ricordi... 「思い出危機一髪...」 - Omoide kikīppatsuUna caramella amara 「薬口害」 - Kusuriguchi gai | 26 gennaio 2023  | 1º giugno 2023 |
| 16 | Scontro violento in famiglia! 「激闘、父子鷹!!」 - Gekitō, fushi taka!!Salve, divisa alla marinaretta! 「セーラー服よ、コンにちは!!」 - Sērā-fuku yo, konnichiwa!! | 2 febbraio 2023  | 1º giugno 2023 |
| 17 | Un sogno che gonfia il petto! 「あこがれを胸に!!」 - Akogare o mune ni!!Desideri espressi alla stella 「星に願いを」 - Hoshi ni negai o | 9 febbraio 2023  | 1º giugno 2023 |
| 18 | L'indelebile magia del rossetto! 「き・え・な・いルージュマジック!!」 - Ki e na i rūju majikku!!Il micidiale stufato al buio! 「必殺!ヤミナベ」 - Hissatsu! Yami nabe | 16 febbraio 2023 | 1º giugno 2023 |
| 19 | L'infernale giungla dei brividi! 「魔境! 戦慄の密林」 - Makyō! Senritsu no mitsurinIl boogie dell'ubriaco 「酔っぱらいブギ」 - Yopparai bugi | 23 febbraio 2023 | 1º giugno 2023 |
| 20 | Alla ricerca dell'oggetto perduto 「失われたモノを求めて」 - Ushinawareta mono o motomete | 2 marzo 2023     | 1º giugno 2023 |
| 21 | Il cosmomaestro CAO-2 「惑星教師CAO-2」 - Wakusei kyōshi CAO-2Che paura la bambola vudù 「あな恐ろしや、ワラ人形」 - Ana osoroshi ya, wara ningyō | 9 marzo 2023     | 1º giugno 2023 |
| 22 | Barattolino e barattolone 「大ビン小ビン」 - Dai bin shō binToccati dall'amore 「愛がふれあうとき」 - Ai ga fureau toki | 16 marzo 2023    | 1º giugno 2023 |
| 23 | Tomo-1 Queen Contest 「決戦!!友1クイーンコンテスト」 - Kessen!! Tomo 1 Kuīnkontesuto | 23 marzo 2023    | 1º giugno 2023 |

### Seconda stagione
| Nº | Titolo italiano Giapponese 「Kanji」 - Rōmaji | In onda          | In onda          |
| Nº | Titolo italiano Giapponese 「Kanji」 - Rōmaji | Giapponese       | Italiano         |
| 24 | Bubblegum delle Fantasie 「妄想フーセンガム」 - Moso fusen-gamuL'amore supera ogni confine 「愛は国境を越えて」 - Ai wa kokkyo o koete | 12 gennaio 2024  | 26 novembre 2024 |
| 25 | Diluvio di ricordi?! 「思い出ボロボロ！？」 - Omoide poro poro!?L'album dei ricordi 「思い出のアルバム」 - Omoide no arubamuVisite a domicilio da lacrime ~L'irruente famiglia Fujinami~ 「思涙の家庭訪問 激闘の藤波家編」 - Namida no katei homon gekito no Fujinamike-hen                 | 19 gennaio 2024  | 3 dicembre 2024  |
| 26 | La giungla addobbata di luci 「電飾の魔境」 - Denshoku no makyo | 26 gennaio 2024  | 10 dicembre 2024 |
| 27 | La ladra di fidanzati 「恋人泥棒」 - Koibito doroboL'amore supera ogni confine 「水乃小路家の娘」 - Mizunokoji-ke no musume | 2 febbraio 2024  | 17 dicembre 2024 |
| 28 | La figlia della casata Mizunokoji 2 「続・水乃小路の娘」 - Zoku Mizunokoji-ke no musume | 9 febbraio 2024  | 24 dicembre 2024 |
| 29 | Un amore di kotatsu 「コタツにかけた愛」 - Kotatsu ni kaketa aiLum si trasforma in mucca 「ラムちゃん、ウシになる」 - Ramu-chan, ushi ni naruVisite a domicilio da lacrime ~La magnifica famiglia Mendo~ 「いい日旅立ち」 - Ii hi tabidachi                                                 | 16 febbraio 2024 | 31 dicembre 2024 |
| 30 | I paraorecchie paranormali 「イヤーマッフルの怪」 - Iya maffuru no kaiParentela 「系図」 - Keizu | 23 febbraio 2024 | 7 gennaio 2025   |
| 31 | Apri la porta - Prima parte 「扉を開けて 前編」 - Tobira o akete zenpen | 1 marzo 2024     | 14 gennaio 2025  |
| 32 | Apri la porta - Seconda parte 「扉を開けて 後編」Visite a domicilio da lacrime ~La proibita famiglia Miyake~ 「涙の家庭訪問 禁じられた三宅家編」 - Namida no katei homon kenji rareta Miyake-hen                                                                                            | 8 marzo 2024     | 21 gennaio 2025  |
| 33 | Il fantasma di Mendo 「あやかしの面堂」 - Ayakashi no MendoL'ultimo appuntamento 「最後のデート」 - Saigo no De-to | 15 marzo 2024    | 28 gennaio 2025  |
| 34 | Il caso delle percosse sul preside 「校長殴打事件」 - Kocho oda jikenIl giardino segreto 「秘密の花園」 - Himitsu no hanazonoVisite a domicilio da lacrime ~L'infernale famiglia Moroboshi~ 「涙の家庭訪問 地獄の諸星家編」 - Namida no katei homon jigoku no Moroboshi-ka-hen              | 22 marzo 2024    | 4 febbraio 2025  |
| 35 | Amore ♡ Darling in pericolo! 「愛♡ダーリンの危機！！」 - Ai Daalin no kiki!!Le volpi al chiaro di luna 「月夜のキツネたち」 - Tsukiyo no kitsune-tachiVisite a domicilio da lacrime ~Onsen Mark nello spazio~ 「涙の家庭訪問 温泉マーク宇宙へ」 - Namida no katei homon Onsen Mark Uchuu he | 29 marzo 2024    | 11 febbraio 2025 |
| 36 | Oh, povero Shutaro! 「みじめっ子・終太郎！！」 - Mijimekko Shutaro | 12 aprile 2024   | 18 febbraio 2025 |
| 37 | Il ritorno di Asuka 「飛鳥ふたたび」 - Asuka futatabiUn appuntamento burrascoso - Prima parte 「嵐を呼ぶデート前編」 - Arashi o yobu deeto, zenpen | 19 aprile 2024   | 25 febbraio 2025 |
| 38 | Un appuntamento burrascoso - Seconda parte 「嵐を呼ぶデート後編」 - Arashi o yobu deeto, kouhen | 26 aprile 2024   | 4 marzo 2025     |
| 39 | I promessi sposi sulla spiaggia 「渚のフィアンセ」 - Nagisa no fianseIl parasole del folletto 「妖精のパラソル」 - Yosei no parasoru | 3 maggio 2024    | 11 marzo 2025    |
| 40 | La battaglia di una notte 「一夜の攻防戦」 - Hitoya no kobosenRischiare la vita a lezione! 「命かけます、授業中！！」 - Inochi kakemasu, jyukyauchuu!! | 10 maggio 2024   | 18 marzo 2025    |
| 41 | Il fiore dell'amore e del coraggio 「愛と勇気の花一輪」 - Ai to yuki no hana ichi-rin | 17 maggio 2024   | 25 marzo 2025    |
| 42 | Lamù su tutte le furie! 「怒りのラムちゃん！！！」 - Ikari no Ramu-chanCol cuore in mano 「ハートをつかめ」 - Haato o tsukame | 24 maggio 2024   | 1 aprile 2025    |
| 43 | Boy meets Girl: La mattina dell'addio 「ボーイ ミーツ ガール 別れの朝」 - Boi mitsu garu wakare no asa | 31 maggio 2024   | 8 aprile 2025    |
| 44 | Boy meets Girl: È vero che ti sposi? 「ボーイ ミーツ ガール 結婚するって本当ですか」 - Boi mitsu garu kekkon surutte hontou desu ka | 7 giugno 2024    | 15 aprile 2025   |
| 45 | Boy meets Girl: Con un animo contorto 「ボーイ ミーツ ガール ねじれたハートで」 - Boi mitsu garu Nejireta haato de | 14 giugno 2024   | 22 aprile 2025   |
| 46 | Boy meets Girl: I want you anche se è impossibile 「ボーイ ミーツ ガール ないものねだりのＩ Ｗａｎｔ Ｙｏｕ」 - Boi mitsu garu Nai mono nedari no I Want You | 21 giugno 2024   | 29 aprile 2025   |